# Ausava
Ausava là một chi bướm đêm thuộc họ Erebidae. Hiện nó có tên đồng nghĩa là Lithacodia.